# Melvin Clark George
Melvin Clark George, född 13 maj 1849 i Noble County, Ohio, död 22 februari 1933 i Portland, Oregon, var en amerikansk republikansk politiker. Han var ledamot av USA:s representanthus 1881–1885.
George studerade vid Willamette University. Han fortsatte sedan med juridikstudier och var verksam som advokat i Portland.
George efterträdde 1881 John Whiteaker som kongressledamot och efterträddes 1885 av Binger Hermann. Som domare arbetade George 1897–1907.